# 연애대행
《연애대행》(일본어: 恋愛代行 렌아이다이코[*])는 아카사카 아카가 원작을 맡고 니시자와 5mm가 작화를 맡은 일본의 만화다. 《주간 영 점프》(슈에이샤)에서 2023년 22·23 합병호부터 2024년 27호까지 연재되었다. 웹코믹 사이트 소년 점프+(슈에이샤)에서도 2023년 5월 31일부터 2024년 6월 12일까지 매주 수요일 갱신으로 연재되었다.

## 등장인물
마리 마리아 윈터 나나세(麻理・マリーアウィンター＝七瀬)
본작의 히로인. 북유럽에서 태어나 미국에서 자란 혼혈아.
어머니는 일본인이고, 아버지는 스웨덴인이고, 스웨덴의 일본 대사관에서 일하고 있었지만, 부모는 이혼했다. 어머니와 함께 사는 것을 선택했고, 일본으로 돌아왔다.
세키 마사야(関マサヤ)
이전, 마리에게 연락을 거절당해, '폰'의 지시에 따라, 내향적인 척 위장하고 있다.
콘/아이카와 코콘(相川琥紺)
연애 대리인. 본명은 '아이카와 코콘'로, 애칭은 '콘'. 가상 이미지는 여우.
폰/마츠다 켄고(松田ケンゴ)
연애 대리인. 본명은 '마츠다 켄고'로, 애칭은 '폰'. 가상 이미지는 너구리.

## 서지 정보
- 아카사카 아카×니시자와 5mm 《연애대행》 슈에이샤 〈영 점프 코믹스〉, 전 4권
  1. 2023년 11월 22일 발행(2023년 11월 17일 발매[3]), ISBN 978-4-08-893004-6
  2. 2024년 2월 24일 발행(2024년 2월 19일 발매[4]), ISBN 978-4-08-893146-3
  3. 2024년 5월 22일 발행(2024년 5월 17일 발매[5]), ISBN 978-4-08-893286-6
  4. 2024년 8월 24일 발행(2024년 8월 19일 발매[6]), ISBN 978-4-08-893352-8